# Helmut Pfleger
Helmut Pfleger est un joueur et  un commentateur d'échecs allemand né le 6 août 1943 à Teplitz-Schönau. Grand maître international depuis 1975, il a remporté le championnat d'Allemagne de l'Ouest en 1965 (ex æquo avec Wolfgang Unzicker) et trois médailles lors des sept olympiades d'échecs qu'il a disputées. Helmut Pfleger était docteur psychologue thérapeute de profession.

## Biographie et carrière
Helmut Pfleger remporta le championnat d'Allemagne junior en 1960. Il mena ses études en médecine jusqu'au doctorat.
Dans l'hôpital où il exerçait, il étudia les effets des échecs sur la santé. Il fit également une carrière de chroniqueur dans les journaux et de commentateur télévisé de 1977 à 2005.

## Olympiades

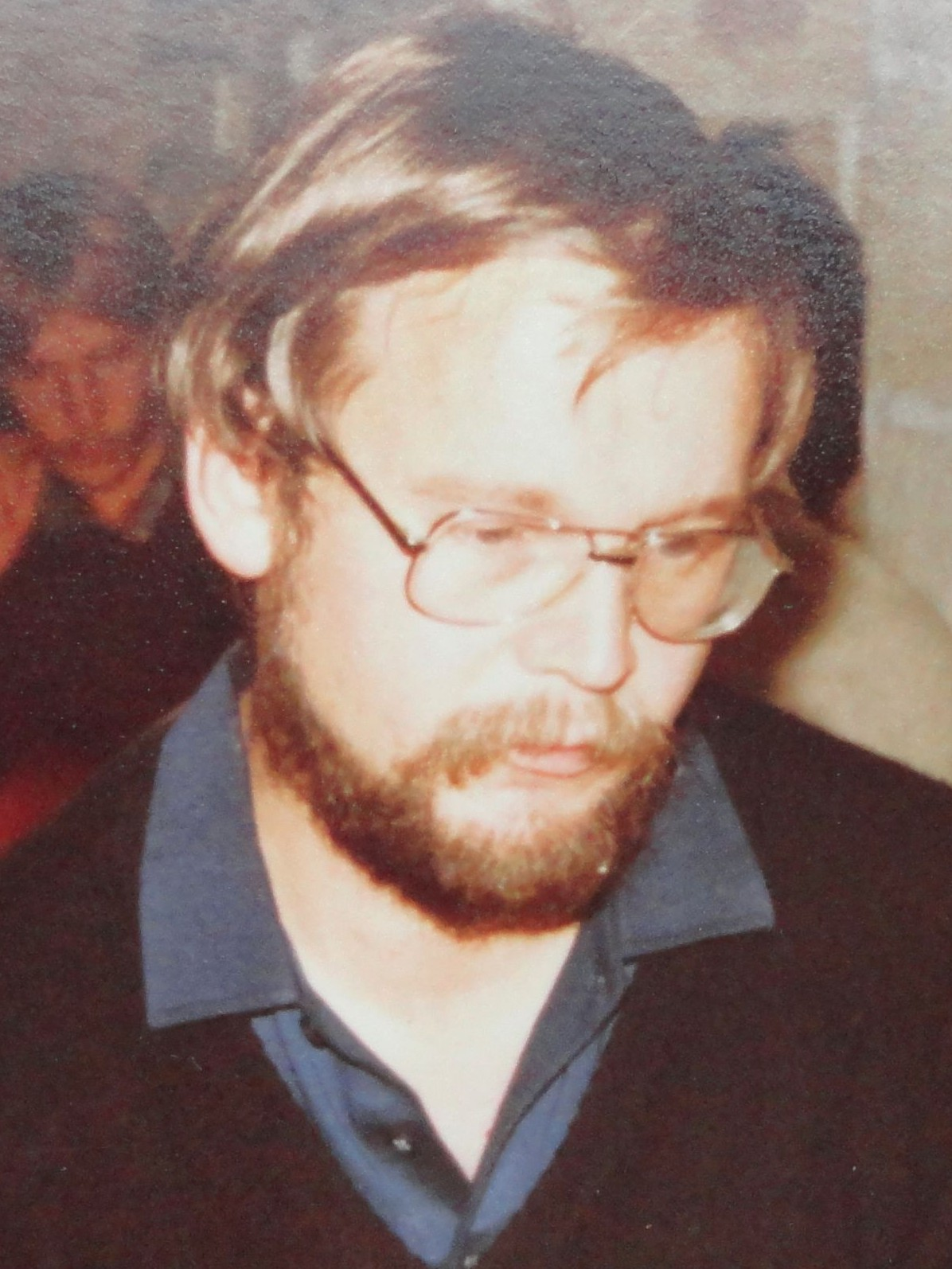
Helmut Pfleger à l'olympiade de Malte en 1980.

Pfleger a représenté l'Allemagne de l'Ouest lors de sept olympiades : en 1964, lors de sa première participation, il marqua 12,5 points sur 15 (+10 =5) et remporta la médaille d'or individuelle au quatrième échiquier ainsi que la médaille de bronze par équipe (l'Allemagne disputait la finale A).

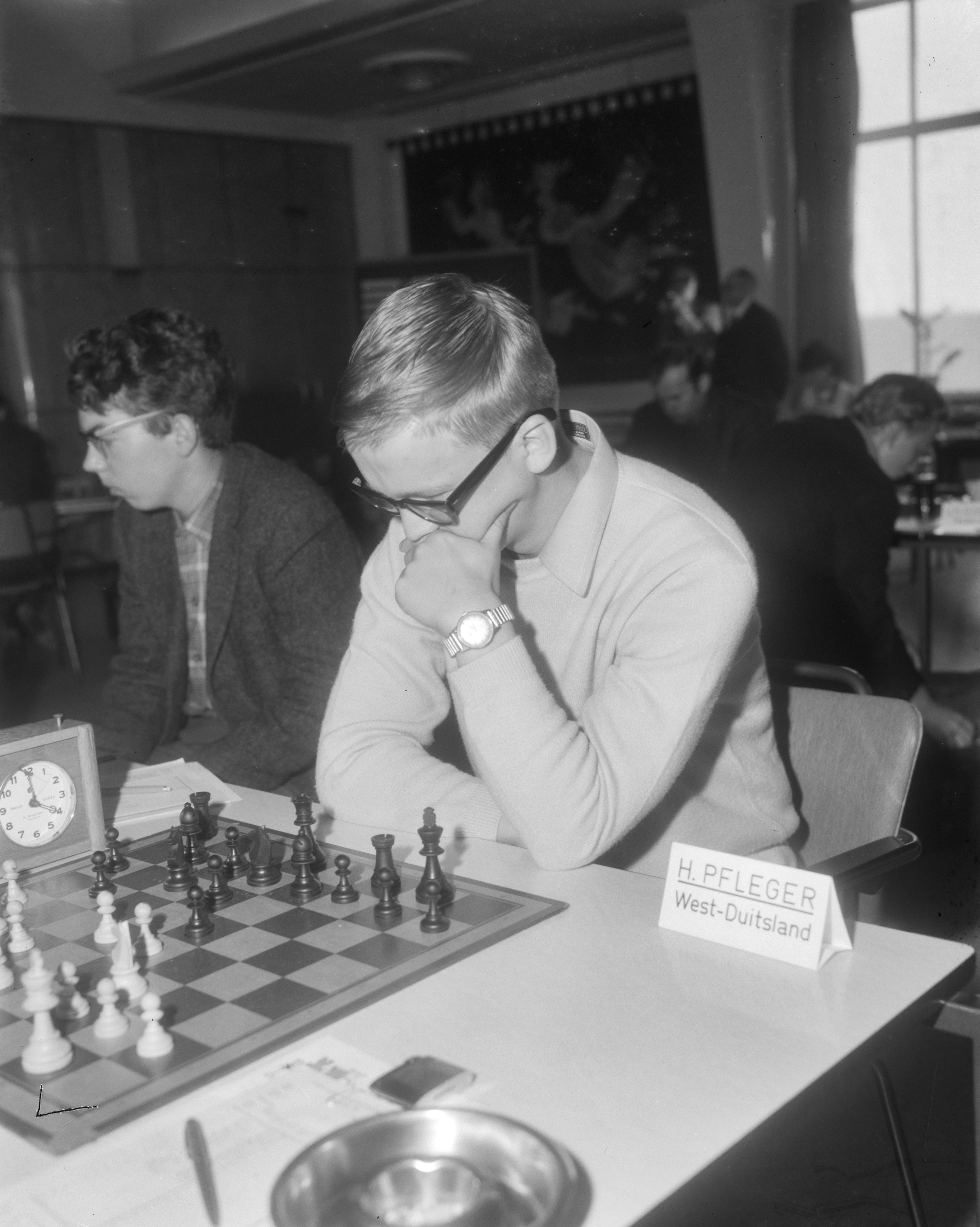
Helmut Pfleger en 1966.

En 1968, Pfleger, qui était devenu maître international après sa victoire au championnat d'Allemagne de l'Ouest 1965, jouait à nouveau au quatrième échiquier (l'Allemagne finit cinquième). En 1972, 1974 et 1978, il jouait au troisième échiquier et demeura invaincu. En 1974, il marqua 6,5 points sur 9 (+5 =4) et reçut la médaille de bronze individuelle au troisième échiquier. En 1978, l'Allemagne termina quatrième de l'olympiade. En 1980, Pfleger jouait au premier échiquier allemand et marqua moins de  la moitié des points. Lors de sa dernière participation à une olympiade, en 1982, il joua au troisième échiquier.

## Succès dans les tournois internationaux
En 1963, Pfleger finit quatrième du championnat du monde d'échecs junior.
Il remporta les tournois de :
- Polanica-Zdroj (mémorial Rubinstein) 1971 (ex æquo avec Nikola Spiridonov) ,
- Lourenço Marques 1973,
- Montilla-Moriles 1973 (ex æquo avec Kavalek).

Il finit deuxième ex æquo à Montilla-Moriles en 1974 ainsi qu'à Manille en 1975 (deuxième ex æquo avec Larsen, Mecking et Polougaïevski) et La Havane en 1982. Il finit quatrième à Royan en 1988.